# Abraham Lincoln vs. Zombies
Abraham Lincoln vs. Zombies es una película clase B de comedia de terror y acción estadounidense de 2012 dirigida por Richard Schenkman, con un guion de Schenkman basado en el concepto de la historia de Karl Hirsch y Lauren Proctor. Producida por The Asylum y protagonizada por Bill Oberst Jr., la película se estrenó directamente en video el 29 de mayo de 2012, luego de su estreno teatral el 28 de mayo en el Telfair Museum of Art Jepson Center en Savannah, Georgia.
Siguiendo la tradición del catálogo de The Asylum, la película es un mockbuster de la película de 20th Century Fox Abraham Lincoln: cazador de vampiros.

## Reparto
- Bill Oberst Jr. como Abraham Lincoln
  - Brennen Harper como Abraham Lincoln, de 10 años
- Chris Hlozek como el mayor John McGill
- Jason Hughley como Wilson Brown
- Jason Vail como John Wilkes Booth
- Don McGraw como el general Stonewall Jackson
- Christopher Marrone como Pat Garrett
- Ron Ogden como Robert Chamberlin
- Chip Lane como Joshua Kearney
- Canon Kuipers como el joven Theodore Roosevelt
- Kent Igleheart como Thomas Lincoln
- Rhianna Van Helton como Nancy Lincoln
- David Alexander como Edward Everett
- Bernie Ask como Edwin Stanton
- Debra Crittenden como Mary Todd Lincoln
- Kennedy Brice como la pequeña niña zombi
- Claire Weinstein como la chica zombi en el armario
- Baby Norman como Mary Owens
- Hannah Bryan como Sophia
- Anna Fricks como Annika

## Producción
El casting tuvo lugar en enero de 2012. Utilizando principalmente talento local, el rodaje comenzó el 28 de enero en Savannah, Georgia. Originalmente, el guion estaba programado para filmarse en un fuerte en Tennessee, pero posteriormente se eligieron Savannah y Fort Pulaski para el rodaje de escenas en las que Lincoln se enfrenta a zombis que habían invadido una fortaleza confederada.